# Cobitis matsubarae
Cobitis matsubarae är en fiskart som beskrevs av Okada och Ikeda, 1939. Cobitis matsubarae ingår i släktet Cobitis och familjen nissögefiskar. Inga underarter finns listade i Catalogue of Life.
Det största exemplaret var 10,4 centimeter lång. Fiskens ryggfena har 10 eller 11 mjuka fenstrålar och analfenan har 8 mjuka fenstrålar.
Arten lever endemisk på de japanska öarna Honshu och Kyushu samt på några mindre japanska öar i närheten. Fisken vistas i flodernas mellersta delar där grunden är täckt av tätare växtlighet. Före äggens befruktning bildar hanar och honor fasta par.
Beståndet hotas av flodernas kanalisering och av vattenföroreningar. Hela populationen anses fortfarande vara stor. IUCN listar arten som livskraftig (LC).